# Playtech
Playtech PLC je světově největší společností specializující se na vývoj softwaru pro hazardní hry a online casina. Mezi přední produkty patří online automaty, poker, bingo, loterie, sportovní sázení, živé sázky a hry s pevnými kurzy. Společnost je uvedena na Londýnské burze cenných papírů a spadá do indexu FTSE 250.

## Historie
Zakladatelem společnosti Playtech je estonský podnikatel jménem Teddy Sagi původem z Izraele. V roce 1999 se Sagi spojil s nejlepšími odborníky z oblasti softwarového inženýrství a multimediálního průmyslu s cílem vybudovat firmu, která nabídne online casinům software poskytující provozovatelům mnohem větší množství informací a hráčům daleko lepší zážitek ze hry. Během následujících dvou let pracoval celý tým usilovně na dosažení svého cíle. Mezitím začal svět online casin nabírat na popularitě, což s sebou přineslo i větší počet dodavatelů hazardních her. Playtech v roce 2001 spustil online casino, které nemělo konkurenci.
Kromě automatů postupně rostl zájem o poker, čehož se rozhodla společnost využít. V roce 2004 spustila síť iPoker, která se stala okamžitým hitem, a tisíce pokerových profesionálů se přihlásily na tuto platformu. Roku 2006 se Playtech přestěhoval z Tartu na londýnskou burzu. V té době měl hodnotu téměř 1 miliardu dolarů a byl považována za jednoho z předních hráčů v rozvíjejícím se průmyslu. Vedení získávalo nové partnery, zajišťovalo nové licence a investiční kapitál společnosti neustále stoupal.
Rok 2006 byl také spojen s několika těžkými obdobími, kterými si Playtech prošel. Šlo například o přijetí zákona ve Spojených státech amerických zakazující provozování hazardu na internetu, což vedlo ke 40% poklesu hodnoty akcií společnosti. Přesto se Playtech dokázal vzpamatovat, zejména díky diverzifikaci. Společnost získala několik firem specializujících se na online poker, bingo a loterie.
Potom, co došlo ke spuštění Bingo Broadway (nabídky bingo her), se Playtech opět rychle rozrostl, kvůli čemuž bylo nutné provést nábor nových zaměstnanců. V souladu s pověstí inovativních nápadů byla v Estonsku spuštěna Playtech Academy a vedle toho také vývojové centrum v Bulharsku. V roce 2007 byl generálním ředitelem společnosti Playtech jmenován Mor Weizer specialista na online hazard, technologie a finance. Weizer v průběhu následujících let zavedl Playtech na nové trhy. V roce 2008 společnost začala působit v Itálii a v roce 2009 vstoupila na španělský trh. V této éře pokračoval Playtech ve svém úsilí o světovou dominanci tím, že získával stále více licencovaných partnerů. S rozšířením portfolia o další sázkové hry nebo živě vysílané televizní show se rozšiřovalo i publikum společnosti. K roku 2010 zaměstnával Playtech 1000 lidí.
V březnu 2011 koupil Playtech od Sagiho PT Turnkey Services za 125 milionů liber. V červenci 2013 získala společnost od etruvian Holdings Ltd za 49,2 milionu dolarů PokerStrategy.com, jednu z největších pokerových komunit na světě s téměř 7 miliony členy. V září 2014 Playtech oznámil akvizici společnosti Aristocrat Lotteries od Aristocrat Leisure Limited za 10,5 milionu eur. Strategická akvizice umožnila Playtech rozšířit a diverzifikovat svůj podíl na trhu s kamennými a VLT automaty v klíčových jurisdikcích. Aristocrat Lotteries, se sídlem ve Stockholmu, byla v té době významným poskytovatelem herních serverů v Norsku a její platforma TruServ™ měla etablovanou pověst na italském trhu.
V lednu 2015 oznámilo mnoho online casin provozovaných platformou Playtech, že opouští německý trh. V únoru 2015 koupil Playtech společnost YoYo Games, vývojáře softwaru her GameMaker Studio, za 10,65 milionu liber (16,4 milionu dolarů). V červnu 2015 bylo zveřejněno, že Playtech plánuje koupit online forexového obchodníka Plus500 za částku 699 milionů dolarů. K této plánované dohodě však nedošlo a byla v listopadu 2015 zrušena.
Rok 2017 je spojený se získáním špičkové platformy pro analýzu zodpovědného hraní BetBuddy. Platforma využívala nejnovější formu výzkumu přinášející komplexní řešení pro identifikaci a řízení rizikových vzorců chování při hraní hazardních her. V tomtéž roce koupil Playtech Eyecon, specializovaného dodavatele více než 70 online automatů zaměřených na bingo, a to včetně nejpopulárnější britské značky binga Fluffy Favourites. Následně byla oznámena spolupráce se společností Warner Bros, což umožnilo vývojářům firmy vytvářet nové a vzrušující slotové hry inspirované populárními postavami z dílny Warner Bros studia jako byl Batman, Superman a další.
Největší akvizice společnosti Playtech se uskutečnila v roce 2018. Získání Snaitech poskytlo Playtechu přístup k vynikající technologii a prestižní italské značce v oblasti hazardu. V září 2018 Playtech oznámil, že prodává svůj 10% podíl ve společnosti Plus500 Ltd. za celkem 176 milionů liber. V listopadu 2018 prodal zakladatel Teddy Sagi své zbývající akcie ve společnosti. I když Sagi svůj podíl ve společnosti postupně snižoval , konečné rozhodnutí o prodeji přišlo krátce poté, co investor Jason Ader naléhal na vedení společnosti, aby se zbavila veškerých vazeb na Sagiho. Ader byl totiž přesvědčen, že by mohl Sagi bránit ambicím Playtechu na americkém trhu.
I přes úspěšnost Snaitechu a B2C segmentu v Itálii, utrpěl Playtech v roce 2019 čistou ztrátu ve výši 19,6 milionu eur. Snaitech sice zaznamenal silný nárůst online sázek o 31 % a Sun Bingo růst tržeb o 19 % za stálých měnových podmínek na 40,0 milionů, ale pro Playtech to nebyl úspěšný rok. Špatné výsledky přisoudil náročným obchodním podmínkám na trhu.
Rok 2020 zvládla společnost velmi dobře díky jednotce Snaitech a Finalto. Společnost také uvedla, že dokončila prodej společnosti YoYo Games za zhruba 10 milionů dolarů, což vedlo k odstranění všech aktiv v oblasti volnočasových a sociálních her.
V roce 2021 společnost oznámila příchod nové řady casinových her, včetně inovativnějších a vzrušujících slotů. Kromě automatů spustil Playtech také živé hry s dealery probíhající na oficiální webové stránce casina a přenášené živě ze studia s moderátorem.
Výroční zpráva Playtech za rok 2022 popisovala výrazný růst společnosti v segmentu B2B a úspěch podniku Snaitech, což vedlo k nárůstu tržeb o 33 % na 1,60 miliardy eur (v předchozím roce  firma dosáhla na 1,21 miliardy).
Za prvních šest měsíců roku 2023 se tržby společnosti Playtech PLC zvýšily o 8 % na 859,6 milionu eur. Čistý zisk před mimořádnými položkami klesl o 96 % na 3,1 milionu eur. Tržby odrážejí nárůst segmentu B2C o 9 % na 532,1 milionu eur, nárůst segmentu B2B o 7 % na 334,5 milionu eur, nárůst segmentu v Itálii o 9 % na 499,9 milionu eur a nárůst segmentu v Mexiku o 48 % na 89,3 milionu eur. Během září 2023 vydal Playtech 2. vydání e-knihy zaměřené na rozvíjející se hazardní průmysl v Latinské Americe. Publikace obsahuje výzkumy zabývající se zájmem i veřejnými obavami a poskytuje odborné pohledy na praktiky odpovědného hraní. V říjnu 2023 Playtech oznámil partnerství s Fremantle vedoucí ke vzniku franchisového projektu Family Feud pro rychle se rozvíjející trh živých her. Fremantle je mezinárodní gigant v zábavním průmyslu s rozsáhlým globálním působením. Dohoda o franchise Family Feud zahrnuje globální dosah, včetně klíčových trhů jako jsou Spojené státy.

## Portfolio
Playtech provozuje síť pro bingo, která je největší svého druhu. Ve Velké británii má přes 40% podíl na trhu. Síť zahrnuje více než 100 různých značek, a navštěvuje ji více než 100 000 hráčů denně. Omni-kanálové portfolio bingo her navíc hráčům umožňuje zahrát si hru v plné kvalitě na jakémkoliv zařízení. V rámci každoročního udílení WhichBingo Awards byl Playtech několikrát zvolen nejlepší společností v oboru. Získal také ocenění za nejlepší online bingo software a nejlepší unikátní bingo hru – Cash Cubes. V roce 2021 si ocenění za nejlepší herní stránku s bingem od Playtech odneslo Bingo Buzz.
Dalším produktem od společnosti Playtech je pokerová platforma iPoker. Byla vyvinuta ve Velké Británii designérem kasinových her Geoffem Hallem, vynálezcem hry Blackjack Switch. V současnosti má iPoker více než 60 zaměstnanců. Síť funguje pomocí systému založeného na skinu. Znamená to, že každá stránka v síti má svůj vlastní grafický vzhled (může používat vlastní barevnou kombinaci a branding). K dubnu 2014 měla síť 30 aktivních skinů. iPoker umožňuje licencovaným partnerům nabízet vlastní značky pokerových místností s podporou několika jazyků i měn. Mezi často vyhledávané hry patří Twister Jackpot 'Sit n Go', Texas Hold'em, Omaha, Omaha High/Low, 6-Plus Hold'em a Soko.
Kromě karetních her má Playtech ve své nabídce stovky online výherních automatů. Mnoho her je k dispozici ve 25 jazycích, např. ruštině, španělštině, angličtině nebo němčině. Grafické zpracování některých výherních automatů vychází z populárních filmů a televizních pořadů. V souvislosti s hracími automaty získal Playtech mnoho významných ocenění. V roce 2018 obdržel cenu za nejlepší technologii a nejlepší živé studio, v roce 2020 Casino Platform Provider of the Year a v roce 2021 Safer Gambling Standard.
Dceřiná společnost Playtech BGT Sports poskytuje software a technologie sázkovým kancelářím na kurzové sázení. Vznikla akvizicí společnosti Best Gaming Technology GmbH, kterou Playtech zakoupil v roce 2016, s existujícími sportovními aktivitami společnosti Playtech.  K dubnu 2016 napájel software přibližně 27 000 samoobslužných sázkových terminálů významných provozovatelů jako Ladbrokes, Paddy Power a OPAP.
Playtech provozuje také Live Casino poháněné nejnovějšími technologiemi. Hráči mohou využít veškeré funkce skutečného kasina, včetně široké škály klasických her jako je Blackjack, Baccarat nebo Ruleta, aniž by opustili svůj domov. Využívá nejmodernější kamery vysílající v HD kvalitě s nejrychlejším streamováním v odvětví. Dealer ve studiu hovoří buď anglicky, italsky, španělsky nebo rumunsky.
Dále Playtech provozuje Mexos – e-marketingovou platformu, která poskytuje flexibilní a spolehlivá řešení pro pracovníky v online marketingu. Mexos umožňuje online marketérům zvyšovat reklamní příjmy a současně optimalizovat značku. Uživatelé Mexosu mají úplnou kontrolu nad aktivitami zákazníka, affiliate programy, CRM, správou obsahu, financování a reporting. Tuto platformu lze přizpůsobit konkrétním potřebám každého jednotlivého provozovatele.
V současnosti má Playtech 6 600 zaměstnanců, kanceláře v 26 zemích a 160 globálních licencí.